# Мачинский сельсовет
Ма́чинский сельсове́т — муниципальное образование в Тамалинском районе Пензенской области. Имеет статус сельского поселения.
На территории Мачинского сельсовета располагаются две начальные школы (в деревне Санниковке и селе Маче), одна — основная (в селе Григорьевке); имеются 2 отделения почтовой связи (в деревне Санниковке и селе Григорьевке) В сёлах Маче и Григорьевке располагаются филиалы Сбербанка России..

## География
Территория Мачинского сельсовета расположена на северо-востоке Тамалинского района. Сельсовет граничит: на севере — с Белинским районом Пензенской области, на западе-с Волче-Вражским сельсоветом Тамалинского района, на юге — с Вишнёвским сельсоветом Тамалинского района, на востоке — с Сердобским и Бековским районами Пензенской области.

## История
Мачинский сельский совет с административным центром село Мача и населёнными пунктами деревня Большая Корневка, деревня Санниковка, образован 2 декабря 1996 года. Согласно Закону Пензенской области № 1992-ЗПО от 22 декабря 2010 года, в Мачинский сельсовет включены населённые пункты упразднённого Григорьевского сельсовета: деревня Васильевка, село Григорьевка, деревня Мосолово, посёлок Новая Верейка, посёлок Новая Ростовка, село Плетневка, посёлок Ров. Административным центром поселения стала деревня Санниковка.

## Население
| 2002 | 2010 | 2012 | 2013 | 2014 | 2015 | 2016 |
| ---- | ---- | ---- | ---- | ---- | ---- | ---- |
| 568  | ↘478 | ↗882 | ↘856 | ↘824 | ↘790 | ↘759 |
| 2017 | 2018 | 2021 |      |      |      |      |
| ↘740 | ↘722 | ↘660 |      |      |      |      |

## Состав сельского поселения
В состав поселения входят следующие населённые пункты:
| №  | Населённый пункт | Тип населённого пункта          | Население |
| -- | ---------------- | ------------------------------- | --------- |
| 1  | Большая Корневка | деревня                         | 51        |
| 2  | Васильевка       | деревня                         | 6         |
| 3  | Григорьевка      | село                            | ↘292      |
| 4  | Мача             | село                            | ↘131      |
| 5  | Мосолово         | деревня                         | 77        |
| 6  | Новая Верейка    | посёлок                         | 11        |
| 7  | Новая Ростовка   | посёлок                         | 46        |
| 8  | Плетнёвка        | село                            | ↘3        |
| 9  | Ров              | посёлок                         | 0         |
| 10 | Санниковка       | деревня, административный центр | ↘296      |

## Администрация
442911, Пензенская область, Тамалинский район, д. Санниковка, ул. Молодёжная, 2. Тел.: +7 84169 3-43-10.
Главой администрации Мачинского сельского совета является Шалыгина Надежда Александровна.